# آشکارسازهای نوری
مهم‌ترین ویژگی‌هایی که در یک آشکارساز نور باید بررسی شود شامل: حساسیت طیفی، جریان تاریک، پاسخ دهی و زمان صعود می‌باشد. آشکارسازهای نور که در دسته‌ی فوتوالکتریک قرار
می‌گیرند، به دو دسته کلی آشکارسازهای فوتونی و آشکارسازهای گرمایی تقسیم‌بندی می‌شوند. برای بیان و معرفی ویژگی‌های آشکارساز نوری، از نحوه‌ی کارکرد این دسته از آشکارسازها کمک
گرفته شده است.

## معرفی ویژگی‌های مهم آشکارساز نور

### ۱- حساسیت طیفی
حساسیت طیفی آشکارساز به ترکیبات به کار رفته در ناحیه حساس به نور آشکار ساز وابسته است. اساساً ضریب جذب مواد با طول موج تغییر می‌کند و در طول موج‌های بزرگتر(انرژی كم تر)، به سمت مقادیر کوچکتر میل می‌کند.
در شرایط ایده‌آل، هر فوتون فرودی باید یک الکترون تولید کند. اما به دلیل هدر رفت ناشی از بازتاب، عدم جذب نور توسط مواد و دیگر عامل‌ها، یک فوتون بر ثانیه، یک الکترون بر ثانیه را تولید نمی‌کند(البته با روش هايي قادر خواهيم بود بازده را افزايش دهيم).

### ۲- پاسخ‌دهی
نسبت جریان الکترون‌های به وجود آمده به توان نور فرودی را پاسخ‌دهی می‌گویند. درواقع پاسخ‌دهی طیفی نشان دهنده‌ی این است که یک وات از نور فرودی به چه میزانی از جریان الکتریکی تبدیل
می‌شود. چون تعداد الکترون‌های تولید شده با تعداد فوتون‌های تابشی متناسب است، پس در نتیجه برعکس روندی که درمورد ضریب جذب بیان شد، پاسخ‌دهی همراه با افزایش طول موج، افزایش
می‌یابد. برای مثال در دو توان یکسان، توانی که طول موج بزرگتری دارد، تعداد فوتون بیشتری هم دارد. برای اثبات این موضوع، فرض می‌شود توان‌های {\displaystyle \mathrm {P} _{1}} و {\displaystyle \mathrm {P} _{2}} برابر هستند:
{\displaystyle \mathrm {P} _{1}={\frac {n_{1}hc}{\lambda _{1}t}}} و {\displaystyle \mathrm {P} _{2}={\frac {n_{2}hc}{\lambda _{2}t}}} {\displaystyle \Longleftarrow }اگر {\displaystyle \lambda _{2}>\lambda _{1}} پس طبق فرض انجام شده درمورد برابری توان‌ها، خواهیم داشت: {\displaystyle n_{1}>n_{2}}
به منظور فرمول‌بندی دقیق‌تر پاسخ‌دهی، فرض می‌شود تعداد فوتون در واحد زمان که بر ناحیه حساس به نور آشکارساز فرود می‌آید {\displaystyle n} باشد. طبق توضیحی که در بخش مربوط به بازده کوانتومی وجود
دارد، فقط کسری از این شار فوتون‌ها منجربه شار الکترون‌ها در واحد زمان یا همان جریان الکتریکی می‌گردد. پس جریان به وجود آمده از رابطه زیر پیروی می‌کند:
{\displaystyle I=e\eta n}
در این رابطه {\displaystyle e}، بار الکتریکی الکترون است و {\displaystyle \eta }، بازده کوانتومی آشکارساز است. با فرض اینکه شار فوتون‌های تابشی {\displaystyle nh\nu =nh{\frac {c}{\lambda }}} باشد، مقداری که برای پاسخ‌دهی {\displaystyle R} بدست می‌آید مطابق زیر خواهد بود. این رابطه نشان می‌دهد نتیجه‌ای که پیش‌تر در مورد تناسب {\displaystyle \lambda } با {\displaystyle R}گرفته شد همیشه برقرار نیست و محدودیتی دارد که به آن باید توجه کرد، نظر به اینکه بازده کوانتومی، خود به طول موج
وابسته است و در طول موج‌های بزرگ و کوتاه نقش مهمی را ایفا می‌کند.
{\displaystyle R={\frac {e\eta n\lambda }{nhc}}(W/A)}
نمودار پاسخ‌دهی برحسب طول موج برای بازده کوانتومی‌های مختلف در تصویر زیر رسم شده است. مشاهده می‌شود مقدار پاسخ‌دهی برای {\displaystyle \eta =1} در طول موج {\displaystyle \lambda =1.24\mu m} برابر

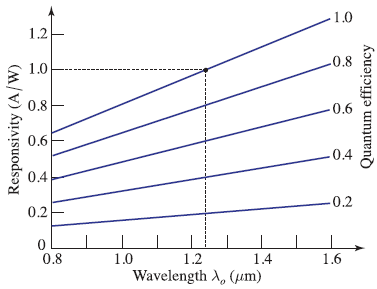

{\displaystyle R=1(W/A)} است.

### ۳- بازده کوانتومی
نسبت تعداد جفت الکترون - حفره‌های تولید شده توسط آشکارساز، به تعداد فوتون‌های تابشی بر ناحیه حساس به نور آن، بازدهی کوانتومی {\displaystyle \eta } نام دارد و این محدوده برای آن تعریف می‌شود:
{\displaystyle 0<\eta <1} . البته بازده کوانتومی را اینگونه هم می‌توان بیان کرد: احتمال اینکه یک فوتون فرودی با فوتوالکترون‌های به وجود آمده آشکارسازی شود.
اما چرا تمامی فوتون‌های فرودی نمی‌توانند منجربه تولید جفت الکترون - حفره شوند؟ دلیل این اتفاق در مرحله برخورد فوتون‌های تابشی با ناحیه‌ی حساس به نور نهفته است، که ممکن است با این
ناحیه برخوردی نداشته باشند و یا جذب نشوند. همان‌طور که در تصویر زیر نمایش داده شده است، از میان تمامی فوتون‌های فرودی بر نیمه رسانا، برخی بازتاب شده (طبق قوانین بازتاب فرنل) و

تعدادی از آن‌ها عبور می‌کنند و در حین عبور جذب شده و جفت الکترون - حفره تولید می‌کنند.

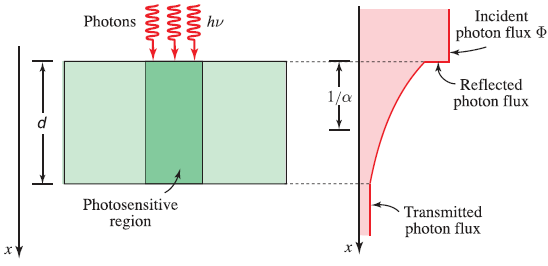

بازده کوانتومی آشکارساز نیمه‌رسانای فوتوالکتریکی را می‌توان با معادله مقابل بیان کرد: {\displaystyle \eta =(1-R)\zeta [1-exp(-\alpha d)]}
{\displaystyle R}: توان بازتابی از سطح آشکارساز
{\displaystyle \zeta }: کسر الکترون - حفره‌های توزیع شده در آشکارساز که موجب افزایش جریان به وجود آمده می‌شود
{\displaystyle \alpha }: ضریب جذب ماده‌ی حساس به نور
{\displaystyle d}: ضخامت ناحیه حساس به نور
این معادله شامل سه فاکتور است: فاکتور اول یعنی {\displaystyle T=(1-R)} توان عبوری از سطح آشکارساز است. با لایه نشانی یک لایه غیر بازتابان بر روی سطح آشکارساز می‌توان درصد عبور را افزایش
داد. فاکتور دوم {\displaystyle \zeta } با دقت در انتخاب مواد نیمه رسانا و طراحی مناسب آن‌ها افزایش میابد. در واقع با این کار میزان جفت الکترون - حفره که در سطح بازترکیب می‌شوند کاهش میابد. فاکتور سوم که برابر با {\displaystyle {\frac {\int _{0}^{d}exp(-\alpha x)dx}{\int _{0}^{\infty }exp(-\alpha x)dx}}=[1-exp(-\alpha d)]} می‌باشد کسر شار فوتون‌هایی است که توسط ماده‌ی حساس به نور جذب می‌شود. با انتخاب ماده‌ای مناسب و طول موثر کافی می‌توان این فاکتور را افزایش داد.

### ۳-۱ وابستگی طول موجی بازده کوانتومی
اساساً بازده کوانتومی وابستگی طول موجی دارد، چون ضریب جذب به طول موج وابسته است. طول موج نور باید از طول موج گاف انرژی نیمه‌رسانا کوچکتر باشد تا جذب صورت گیرد و در نتیجه بازده
کوانتومی مقدار قابل ملاحظه‌ای داشته باشد.

### ۳-۲ ایجاد کاواک برای آشکارساز و حالت تشدید در بازده کوانتومی
اگر با طراحی یک ساختار مناسب برای آشکارساز کاواکی طراحی شود که نور چندین بار از ناحیه حساس به نور عبور کند، بازده کوانتومی افزایش میابد. این کار راه حلی برلی افزایش {\displaystyle d} (طول موثر)
است که میزان جذب را افزایش و میزان شار عبوری کاهش پیدا کند.

### 4- جریان تاریک
جریان کوچکی که بدون تابش نور فرودی بر آشکارساز، در آن به وجود می آید، جریان تاریک نامیده می شود. مقدار جریان تاریک به دما وابسته است و بر نوفه مربوط به جریان الکتریکی خروجی از
آشکارساز اثرگذار است.

### 5- زمان صعود
این ویژگی در زمانیکه سرعت پاسخ‌دهی آشکارساز مهم است به کار می آید. زمان صعود، بازه‌ی زمانی است که طول می‌کشد سیگنال خروجی آشکارساز به ۶۳.۲٪ قله‌ی مربوط به حالت پایای
مقدار بیشینه برسد.
توجه: هدر رفت‌های اضافی وجود خواهند داشت اگر نور به خوبی بر روی ناحیه‌ی حساس به نور متمرکز نشده باشد. به هنگام استفاده از آشکارساز نور بهتر است که نور به
خوبی در ناحیه حساس به نور به طور کامل متمرکز شود.